# Conferência Internacional de Engenheiras e Cientistas
Conferência Internacional de Mulheres Engenheiras e Cientistas (do inglês: International Conference of Women Engineers and Scientists, abreviado ICWES) é uma conferência internacional para engenheiras e cientistas, criada em 1964, em Nova Iorque (Estados Unidos), que ocorre a cada 3 ou 4 anos em países ao redor do mundo.  Organizada desde 1999, pela Rede Internacional de Mulheres Engenheiras e Cientistas (INWES)
A Rede Internacional de Mulheres Engenheiras e Cientistas (INWES), foi fundada na Conferência Mundial da Ciência (na cidade húngara de Budapeste, Hungria) em 1999.

## Edições
1964: ICWES I, Nova Iorque (Estados Unidos),
1967: Cambridge (Reino Unido) - a segunda conferência organizada pela Women's Engineering Society (WES) do Reino Unido. Os temas foram a aplicação da tecnologia para resolver os problemas alimentares mundiais e a representação das mulheres na engenharia/ciência mo mundo. Foram 309 participantes de 35 países diferentes; 
1971: Turim (Itália) - a terceira foi realizada em setembro de 1971, organizada pela Dra. Emma Strada.   Os participantes incluíram Erna Hamburger, Letitia Obeng, Nicole Becarud, Ebun Oni, Olive Salembier, Azarmidokht Arjangi, May Maple, Hettie Bussell, Irene Ryan, Peggy Hodges, Elizabeth Laverick, Daphne Jackson, Grace Hopper e Elsie Eaves.
1975: Cracóvia (Polônia);
1978: Rouen (França) - a quinta Conferência foi realizada em setembro de 1978 sob os auspícios do Cercle Des Femmes Ingenieurs, liderado por sua presidente, Nicole Becarud. Estiveram presentes mais de 200 delegados de 35 países. 
1981: Mumbai (Índia);
1984: Washington DC (EUA);
1988: Abidjan (Costa do Marfim);
1991: Warwick (Reino Unido);
1996: Budapeste (Hungria);
1999: Chiba (Japão); 
2002: Ottawa (Canadá);
2005: Seul (Coréia);
2008: Lille (França);
2011: Adelaide (Austrália);
2014: Los Angeles, EUA);
2017: Nova Deli (Índia) - realizado em de outubro de 2017, organizado pelo WISE-India, com quase 300 participantes de 18 países e quatro continentes.. 
2018: o ICWES foi adiado devido à pandemia de Covid-19;
2021: Coventry (Reino Unido). 

### ICWES I

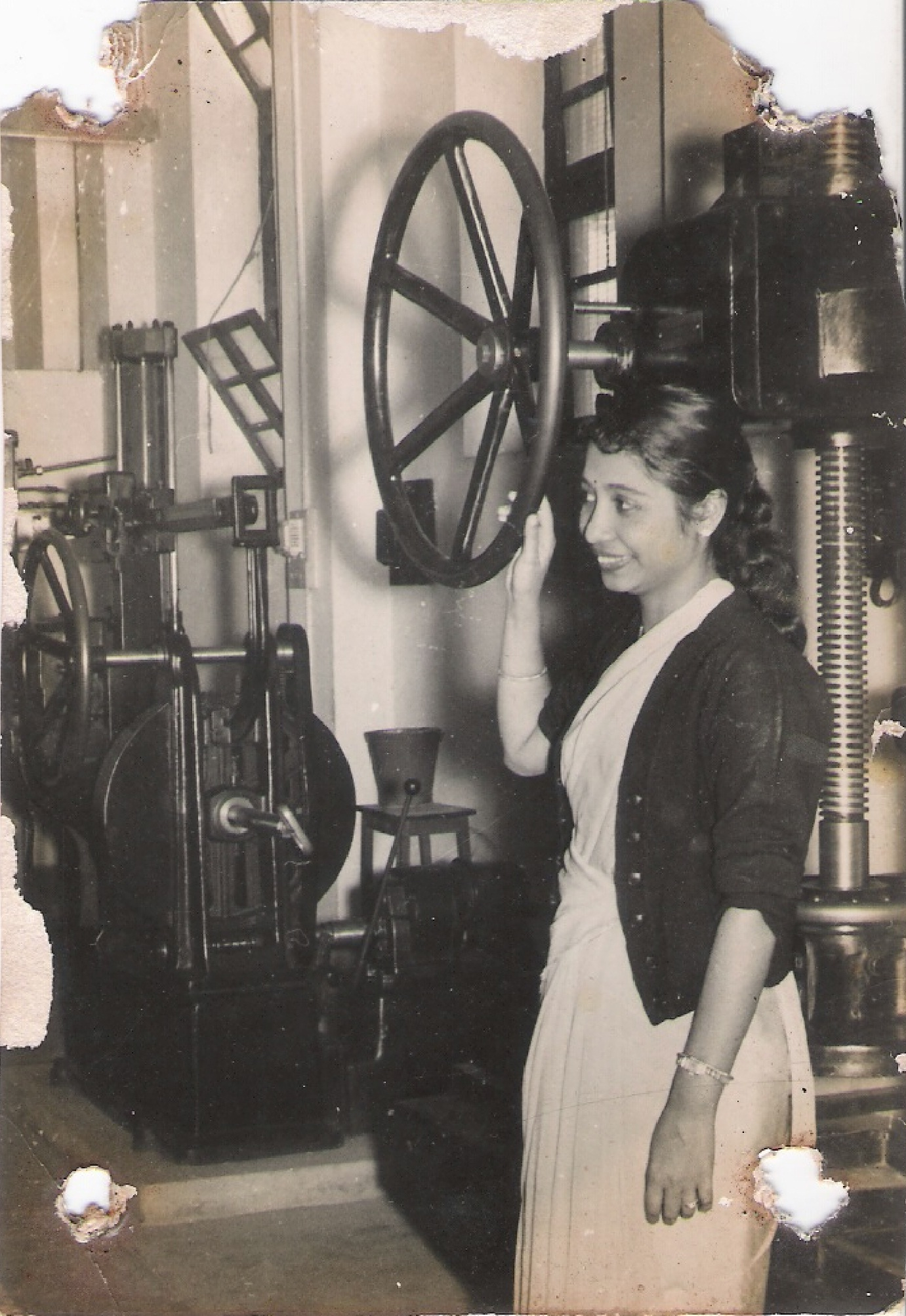
Engenheiro mecânico Ila Ghosh (née Majumdar), da Índia, que participou da segunda conferência ICWES em Cambridge, Inglaterra, em 1967

A primeira conferência do ICWES ocorreu na cidade de Nova York, Estados Unidos da América, em 1964 e foi organizada pela American Society of Women Engineers (SWE). Beatrice Hicks foi Diretora de Conferência e Ruth Shafer foi Presidente de Operações.  O Programa Técnico foi administrado por Margaret R. Fox e o PR por Elsie Eaves .  O tema da conferência foi o desenvolvimento de engenharia e talento científico para o futuro. 
Havia 493 participantes listados de 35 países diferentes, incluindo Lillian Gilbreth, Beatrice Hicks, Grace Hopper, Ayyalasomayajula Lalitha e Isabel Hardwich .  A conferência recebeu financiamento da National Science Foundation, da Asia Foundation, do Engineers Joint Council, bem como de outras empresas e doações individuais.  Incluído no programa da conferência estava uma viagem à Feira Mundial de Nova York, que estava ocorrendo ao mesmo tempo.  Os anais da conferência publicaram uma mensagem enviada à conferência por Lyndon B. Johnson, que afirmou que 'ao se concentrar no potencial inexplorado e na capacidade de mulheres talentosas para participar dessas atividades profissionais, você e seus colegas estão prestando um serviço diferenciado em nossa sociedade '. 
Palestras e depoimentos foram dados por uma variedade de mulheres de diferentes países, incluindo Lillian Gilbreth (EUA), Ira Rischowski (Reino Unido), Isabel Hardwich (Reino Unido), Cicely Thompson (Reino Unido), Jacqueline Juillard (Suíça), Dorothy Mizoguchi (Japão), Ilse Knott-ter Meer (Alemanha), Olwen Wooster (Austrália), Maria Telkes (EUA), Anna Amour (Itália) e Francisca Fernández-Hall, engenheira civil e embaixadora da Guatemala em Israel.  